# تبغ الغمس
تبغ الغمس هو نوع من منتجات التبغ الذي لا يدخن والمطحون ناعماً أو المبشور والمبلل. يُستخدم تبغ الغمس بوضع رشة أو "غمس" من التبغ بين الشفة واللثة (الإعطاء تحت الشفاه). لا ينبغي الخلط بينه وبين تبغ السعوط.

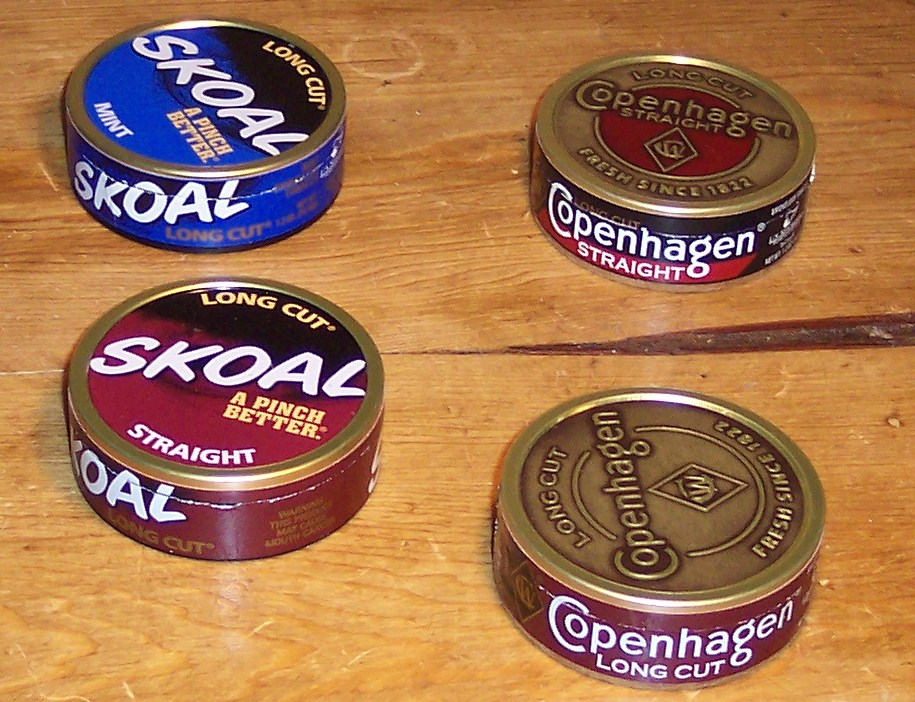
أربع علب مختلفة من تبغ الغمس

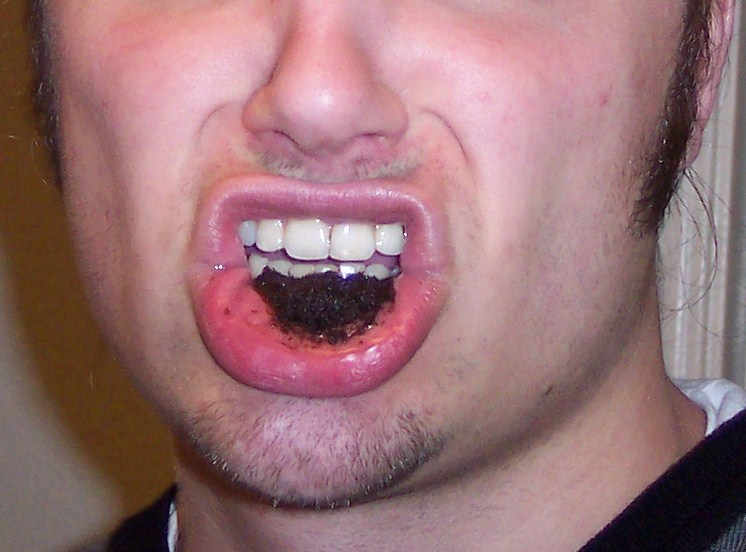
مثال على كيفية وضع تبع في الفم